# Trail (Canada)
Trail è una città del Canada situata nella parte interna della Columbia Britannica.
Secondo Statistics Canada, la popolazione di Trail era di 7.709 abitanti durante il censimento del 2016. 
La città è nota per la sua grande comunità italiana; ci sono infatti 1.320 persone a Trail con origini italiane (il 17,8% della popolazione residente).